# Хайнрих I (Мекленбург)
Вижте пояснителната страница за други личности с името Хайнрих I.
Хайнрих I Поклоник (на латински: Heinrich I, Herr zu Mecklenburg, „der Pilger“, * ок. 1230, † 2 януари 1302) от Дом Мекленбург, е от 1264 – 1275 и от 1299 – 1302 г. княз, регент на Господство Мекленбург.

## Произход и управление
Той е най-възрастният син на княз Йохан I (1211 – 1264) и съпругата му Луитгарт фон Хенеберг (1210 – 1267), дъщеря на граф Попо VII фон Хенеберг.
Хайнрих I управлява първо с брат си Албрехт I, който умира през 1265 г. През 1270 г. той участва в кръстоносен поход против още нехристанизираните литвийци. През 1271 г. тръгва на поклонение в Светите земи. По пътя за там той е отвлечен в Кайро и остава там 27 години в арабска плен. През 1298 г. Хайнрих I се връща през Мореа и Рим в Мекленбург. Малко преди смъртта си той поема управлението от 1299 до 1302 г.
Хайнрих I е погребан в княжеската гробница в катедралата на Доберан.

## Фамилия
Хайнрих I се жени през 1259 г. за Анастасия (* ок. 1245, † 15 март 1317), дъщеря на херцог Барним I от Померания и Матилда, дъщеря на маркграф Ото III от Бранденбург. Двамата имат децата:
- Хайнрих II (1266 – 1329), княз на Мекленбург
- Йохан III (1270 – 1315), княз на Мекленбург
- Луитгард († 12 декември 1283)